# DB Cargo

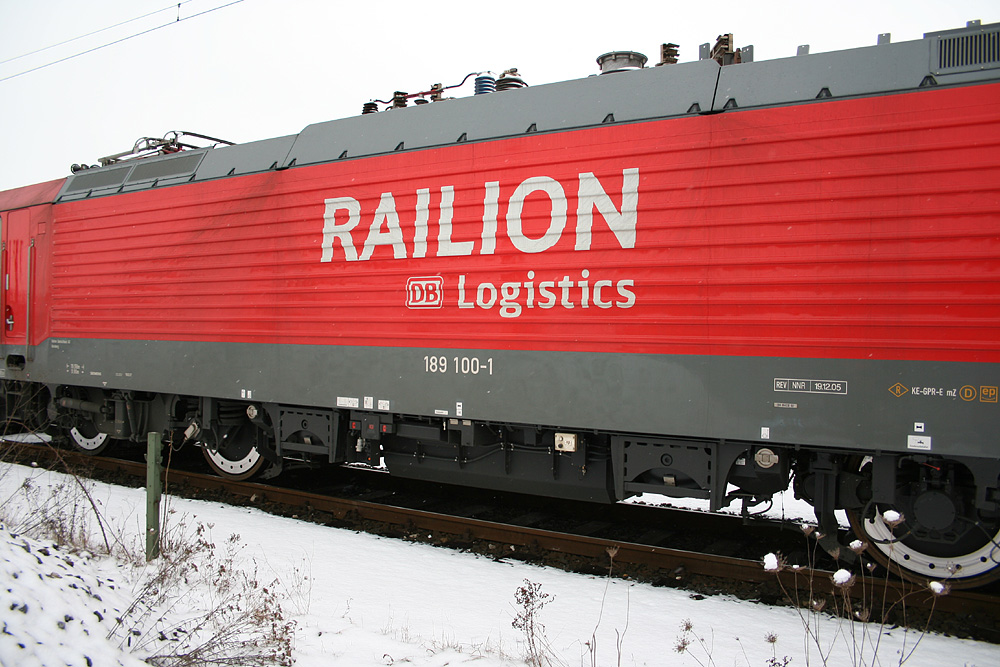
Egy régi Railion logó egy mozdonyon

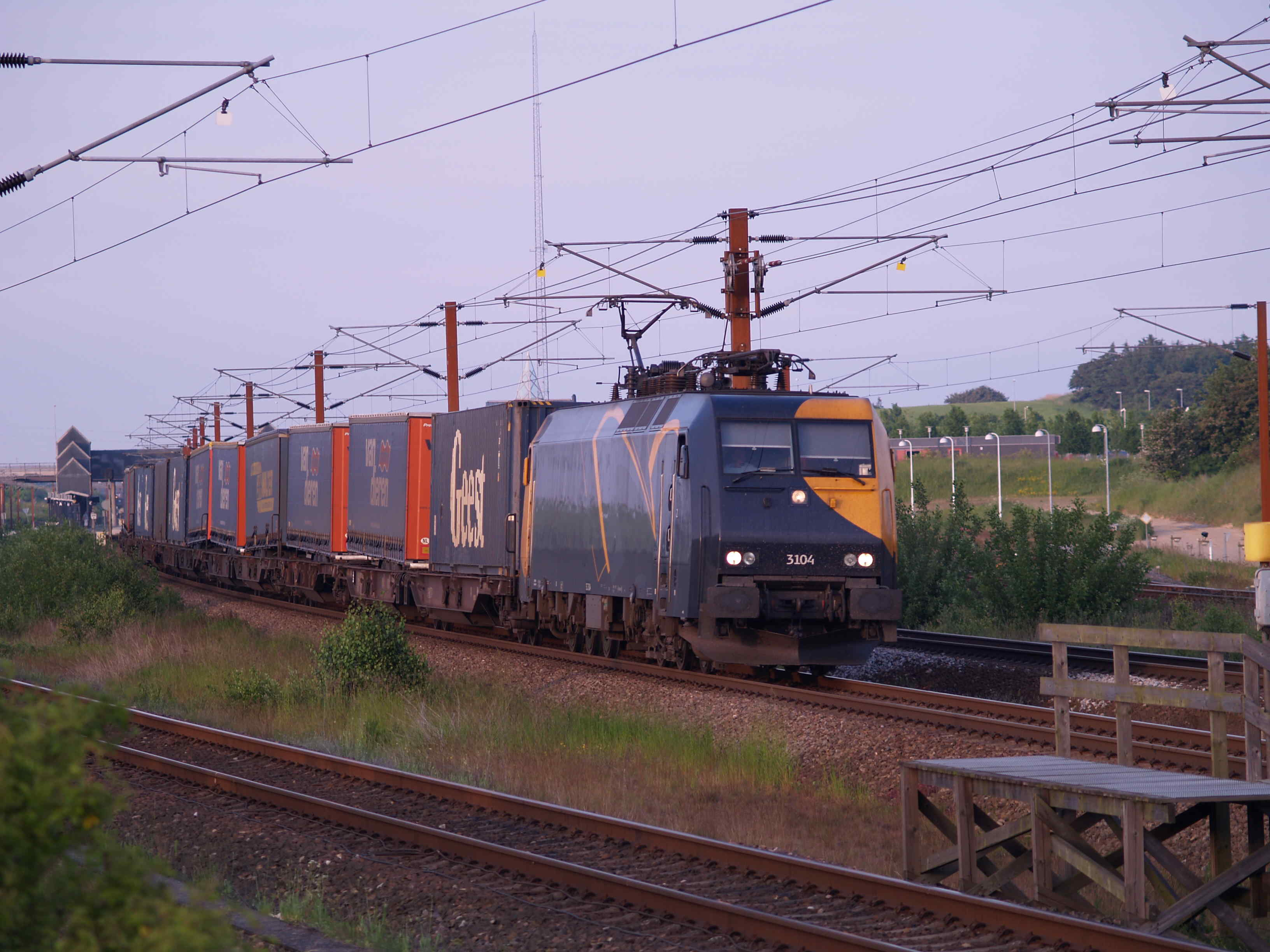
DSB EG 3100 sorozatú villamosmozdony

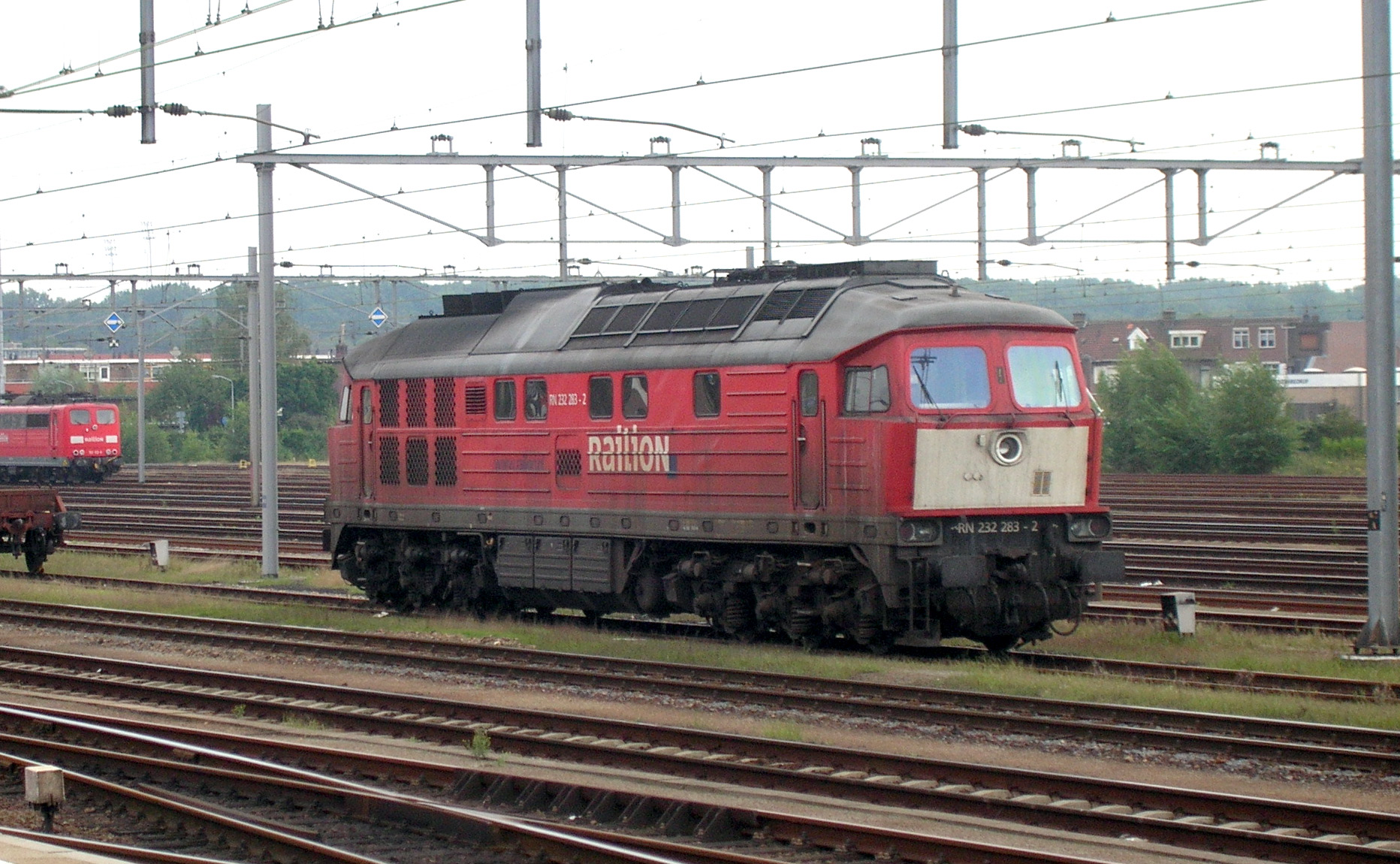
Railion DB 232

A DB Cargo, (korábbi nevén DB Schenker Rail vagy Railion) egy európai (főként német) vasúti teherszállító cég, amely a legnagyobb Európában. A jelenlegi vállalat a DB Cargo AG és az NS Cargo NV egyesülésével jött létre 2000. január 1-jei időponttal. Az egyes országokban más-más néven működik.

## Felépítése
A holdingtársaság székhelye, a DB Schenker Rail GmbH Mainzban van. A részvények 94%-át a DB AG, 6%-át a Nederlandse Spoorwegen birtokolja.

## Főbb adatok
2004-ben a Railion 1245 villamosmozdonyt, 1143 vonali dízelmozdonyt és 536 tolatómozdonyt üzemeltetett. Naponta 5000 tehervonatot állítottak össze a kb. 105 500 saját és 57 000 nem saját teherkocsiból 50 rendező-pályaudvaron. Öt országban mintegy 4300 iparvágányt szolgáltak ki rendszeresen. Ezekkel 284 millió tonna teherárut mozgattak meg, 84 milliárd tonnakilométer teljesítménnyel, átlagos szállítási távolság 296 km volt. Mindehhez 25 000 alkalmazottat foglalkoztatnak, ebből 6000 a mozdonyvezető.
2005-ben 1226 villamosmozdonyt, 1096 vonali dízelmozdonyt, 526 tolatómozdonyt üzemeltettek. 97 600 saját és 60 000 nem saját teherkocsival 275 millió tonna teherárut mozgattak, 88 milliárd tonnakilométert teljesítettek, napi 4700 vonattal, és ehhez 23 500 alkalmazottat foglalkoztattak.
2007 januári adatok szerint a Railion a német vasúti teherforgalom 85%-át, az európai vasúti teherforgalom 22,5%-át uralja. A 2006-os első félévi eredmény adózás előtt 104 millió euró, 2005-ben még veszteségesek voltak.

## 2009: Újabb névváltozás
2009 elején a Railion cég nevet váltott, új neve DB Schenker Rail és öt üzletágba szervezték, mint Westeuropa, Central, Osteuropa, Automotive és Intermodal.  A névváltással kapcsolatosan a járműveken megkezdődött az új logó használata.